# Kamalganj

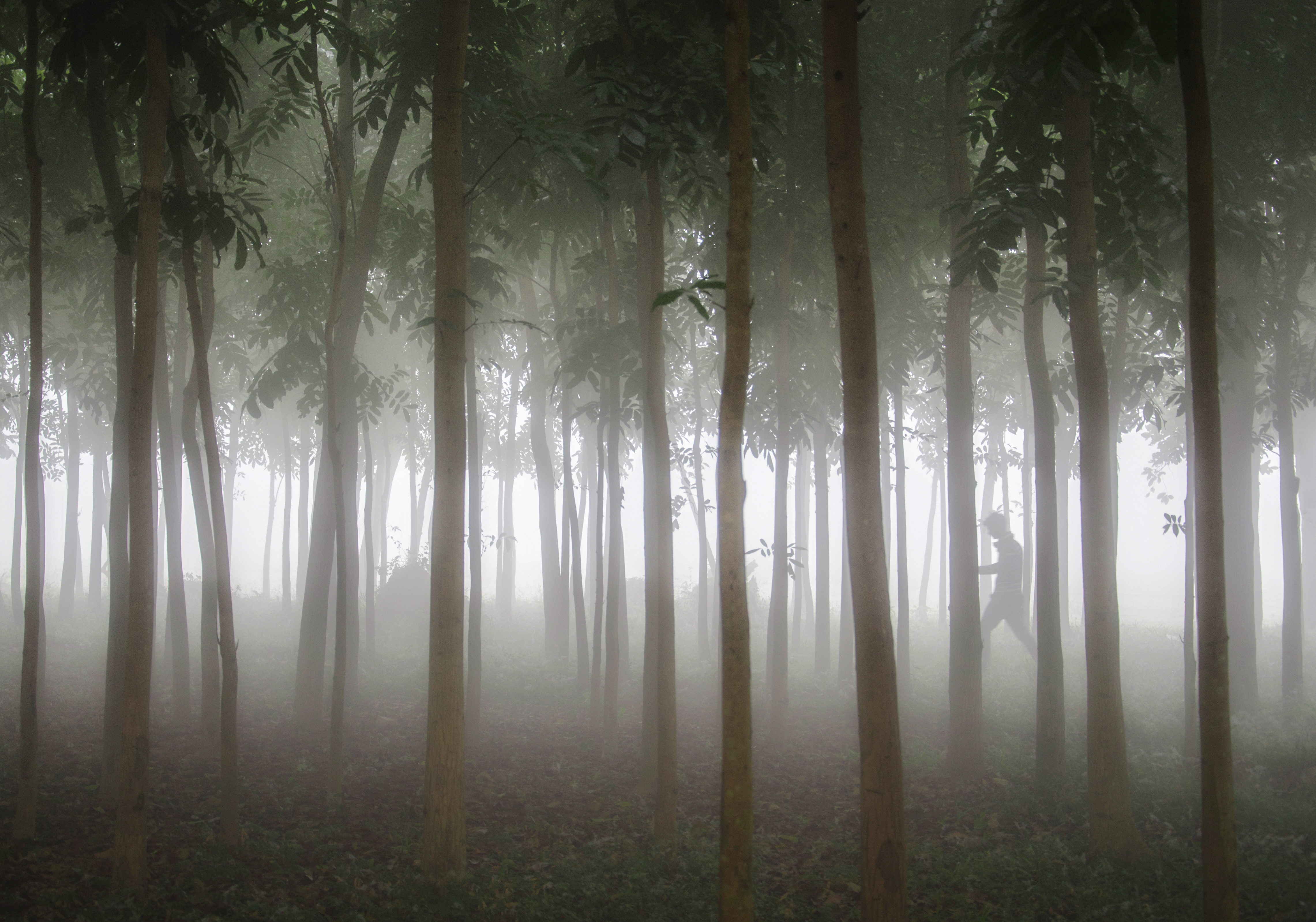
Dans un bois du parc national de Lawachara (voir লাউয়াছড়া জাতীয় উদ্যান), dans le Kamalganj, en hiver. Novembre 2017.

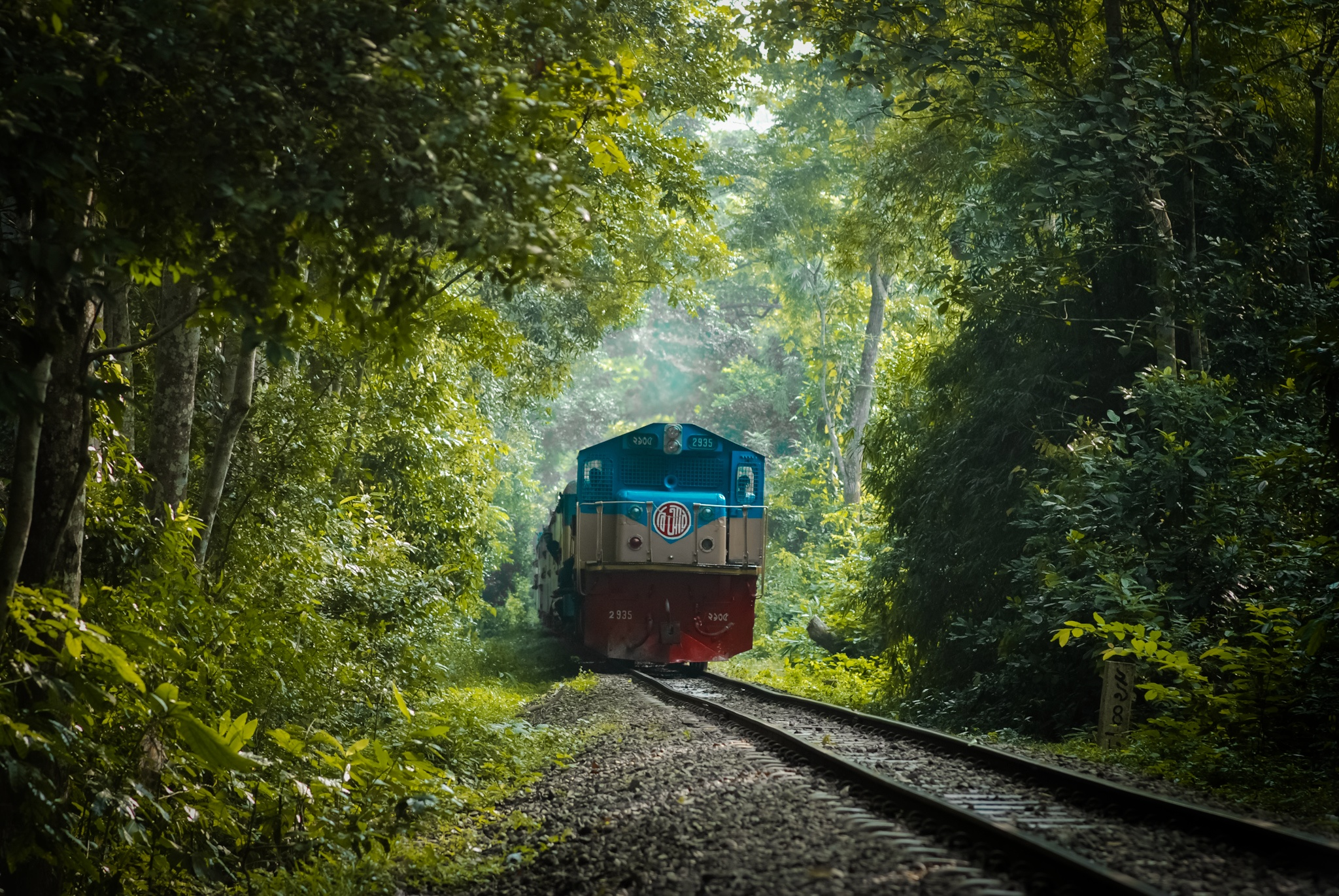
Un train dans le parc national de Lawachara (voir লাউয়াছড়া জাতীয় উদ্যান), dans le Kamalganj. Septembre 2018.

Kamalganj (en bengali : কমলগঞ্জ) est une upazila du Bangladesh dans le district de Maulvi Bazar. En 1991, on y dénombrait 191 672 habitants.